# Miranda (film, 1985)
Pour les articles homonymes, voir Miranda.
Pour plus de détails, voir Fiche technique et Distribution.
Miranda est un érotico-dramatique italien réalisé par Tinto Brass et sorti en 1985.
Le film est librement inspiré de la comédie La locandiera de Carlo Goldoni, dont la protagoniste s'appelle Mirandoline.

## Synopsis
Le film se déroule dans la plaine du Pô au début des années 1950. Une aubergiste prospère et très serviable, nommée Miranda, attend depuis des années le retour de son mari, Gino, disparu à la guerre. En attendant des nouvelles de son époux, la femme se livre à de nombreuses aventures avec une série de personnages qui gravitent autour de l'auberge : le chauffeur Berto, un amant régulier et la cause de nombreuses querelles ; le riche ex-fasciste Carlo, l'amant de passage, contraint à l'exil mais prêt à couvrir la femme de cadeaux coûteux ou le jeune et beau technicien américain Norman, qui est responsable du gazoduc de méthane. Parmi les prétendants, non déclarés, se trouve aussi Toni, le garçon d'auberge. Toni est sincèrement amoureux de Miranda, mais la femme, sentant ses intentions, ne lui laisse pas la chance d'exprimer ses sentiments.
Miranda, jouant avec les différents hommes, passe d'une rencontre sentimentale et sexuelle à une autre, avec une grande facilité et légèreté. Parallèlement, elle se permet aussi de dispenser des conseils amoureux et des déclarations libertines à ses amis.

## Fiche technique
- Titre original italien et français : Miranda[1],[2]
- Réalisation : Tinto Brass
- Scenario : Tinto Brass, Carla Cipriani selon la pièce de Carlo Goldoni
- Photographie : Silvano Ippoliti (it)
- Montage :Tinto Brass
- Musique : Riz Ortolani
- Décors : Paolo Biagetti
- Costumes : Jobst Jacob, Stefania D'Amaro, Stefania D'Amaro
- Production : Massimo Ferrero, Giovanni Bertolucci
- Société de production : San Francisco Film
- Pays de production :  Italie
- Langue originale : Italien
- Format : Couleurs
- Durée : 99 minutes
- Genre : Drame érotique
- Dates de sortie :
  - Italie : 15 octobre 1985

## Distribution
- Serena Grandi : Miranda
- Andrea Occhipinti : Berto
- Franco Branciaroli : Toni
- Franco Interlenghi : Carlo
- Andy J. Forest : Norman
- Malisa Longo : Leda

## Production
Une grande partie du tournage a eu lieu dans le village de Pomponesco. Certaines scènes, au lieu de se dérouler dans la plaine du Pô, ont été tournées dans le port d'Ancône, tandis que la séquence de danse s'est déroulée à l'hôtel Regina, sur la plage de Senigallia. Parmi les assistants-réalisateurs figure le jeune Domenico Saverni (it), futur collaborateur sur de nombreux scénarios de Ciné-panettone.